# Major (industrie musicale)
Pour les articles homonymes, voir Major (homonymie).
Une major est un label discographique appartenant à une entreprise multinationale à l'origine spécialisée dans les domaines autres que musicaux, par exemple cinématographiques ou radiophoniques. En 1990, à l'âge d'or du CD, six groupes se forment dans un mouvement continu de rachats, fusions et absorptions depuis 1902. Cinq d'entre eux sont filiales de conglomérats plus grands encore : BMG, EMI, Sony Music, PolyGram, WEA et MCA. Dans les années 2010, seules trois majors se partagent les parts du marché : Universal Music Group, Warner Music Group, et Sony Music Entertainment.

## Histoire

### Origines et construction

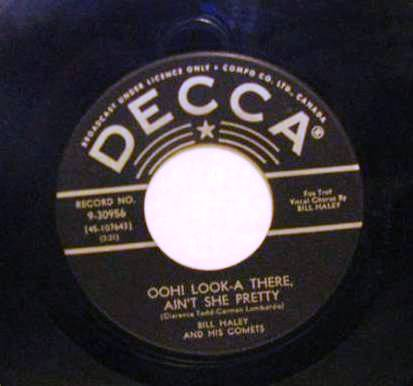
Pressage de la major Decca Records.

Dans l'industrie musicale, le terme « major » tient son origine de l'anglais américain major record companies, qui désigne des labels discographiques américains. Plus précisément, une major est la branche musicale d'une multinationale spécialisée dans un domaine autre que musicaux, par exemple cinématographiques ou radiophoniques.
Jusqu'au début des années 1950, le marché de la musique aux États-Unis est dominé par sept maisons de disques : Capitol Records, Columbia Records, Decca Records, London Records, Mercury Records, MGM Records et RCA Victor. Ils étaient appelés « majors » car ils représentent la plus grande part du chiffre d'affaires, possédaient leurs propres usines de pressage de disques et entretenaient leur propre réseau de distribution. Les labels indépendants (à l'exception de King Records et Modern/RPM Records) ne disposaient pas de cette profondeur de production, dépendant donc des usines de pressage indépendantes ou propres à leur label et des partenaires de distribution des majors. Fin 1954, les labels indépendants dominent le marché des disques de rhythm and blues avec 23 des 30 meilleurs succès et seulement sept pour les grandes maisons de disques.
Depuis les années 1960, le contenu du terme « major » évolue et désigne les maisons de disques qui connaissent les plus grands succès de vente. Le succès des Beatles et d'autres groupes de beat similaires permettent à EMI de devenir une major dominante au Royaume-Uni à partir de 1963. Il répartit ses groupes sur trois sous-labels : Parlophone, Columbia et La Voix de son maître. Avec les débuts du rock, à partir de 1970 environ, il est possible pour n'importe quel label indépendant de devenir à court terme une grande maison de disques, quelle que soit la profondeur de production avec laquelle il agit. Ainsi, RSO Records devient une major à partir de 1975 grâce au succès phénoménal des Bee Gees. La distinction entre les deux segments se perd donc quelque peu par moments.
Fin 1998, MCA Records, rebaptisé Universal Music Group depuis 1996, fusionne avec PolyGram. La nouvelle structure conserve le nom d'Universal Music Group.

### Crise et distribution numérique
L'ensemble de l'industrie musicale est durement frappée par le numérique à partir de 1999. Les ventes mondiales chutent rapidement et fortement malgré de nombreuses dispositions juridiques ou de systèmes techniques de protection contre le piratage. La reprise commence en 2010 sous l'effet de deux phénomènes qui vont jouer concomitamment : d'une part, la forte croissance de la diffusion de musique par les plateformes de streaming et, d'autre part, la diversification des groupes qui s'adjoignent de nouvelles activités comme le management d'artistes ou la production de concerts et spectacles.
Fin 2004, Sony Music Entertainment et BMG Entertainment fusionnent pour constituer Sony Music Entertainment, et, fin 2011, EMI Group est racheté par Universal Music Group. À partir de 2012, ce sont donc trois sociétés qui se partagent l'essentiel du marché de la musique enregistrée (du phonogramme). Au premier semestre 2011, elles représentaient 71,7 % des ventes de phonogrammes (productions de musique enregistrée y compris la synchronisation) sur le marché mondial : Universal Music Group (38,9 %), Sony Music Entertainment (21,5 %) et Warner Music Group (11,3 %). Ces majors comptent 70 % des parts du marché, comparé aux labels indépendants qui en comptent 30 %.
La fin des années 2000 voit l'émergence de la distribution numérique. En 2008, les plateformes de streaming Spotify et Deezer lancent les inscriptions payantes qui deviennent la source principale de revenue pour les majors. En 2022, les ventes numériques des majors continuent de décliner sur Spotify.

## Critiques du système
Le système des majors soulève de très nombreuses critiques quant à la liberté de création des artistes, mais aussi dans le débat sur la lutte contre le piratage et les téléchargements illégaux. Les majors ont également été critiquées sur la question de leurs marges qui étaient très importantes[réf. nécessaire].
Les labels indépendants sont également très désavantagés par rapport aux majors. En raison de leur marge de manœuvre financière limitée, les labels indépendants ne sont généralement pas en mesure d'entretenir leur propre système de distribution international ou de faire une publicité coûteuse pour leurs supports sonores. Le développement de nouveaux artistes représente donc encore un risque d'investissement beaucoup plus important — et peut-être existentiel — pour les petits labels que pour les majors.